# خورخه اریل فرناندز
خورخه اریل فرناندز (انگلیسی: Jorge Ariel Fernández؛ زادهٔ ۹ مارس ۱۹۸۲) بازیکن فوتبال اهل آرژانتین است.
از باشگاه‌هایی که در آن بازی کرده‌است می‌توان به باشگاه فوتبال بانفیلد اشاره کرد.